# Mas del Corderer
El Mas del Corderer és un mas del terme municipal de Santa Bàrbara, a la comarca catalana del Montsià.
Està situat a 48,5 metres d'altitud, al nord-est del centre del terme i de la població que en fa de capital i a prop del termenal amb Masdenverge. És a la dreta del barranc del Pelós, al sud-est del Mas de Soquet, al nord del Mas del Bosc i a llevant del Mas del Paloma.